# Сесил Роудс
Сесил Џон Роудс (енгл. Cecil John Rhodes; Бишопс Стортфорд, 5. јул 1853 — Мујзенберг, 26. март 1902) био је оснивач државе на југу Африке, Родезије која је именована по њему (од 1980. је позната као Зимбабве). Роудс је профитирао од природних ресурса на југу Африке.
Роудс је био британски рударски магнат и политичар у јужној Африци који је био премијер Кејпске колоније од 1890. до 1896. Као предани поданик британског империјализма, Роудс и његова Британска јужноафричка компанија основали су јужноафричку територију Родезију (сада Зимбабве и Замбија), коју је компанија назвала по њему 1895. Јужноафрички Роудсов универзитет такође носи његово име. Он је такође уложио велики напор у своју визију железнице од Рта до Каира преко британске територије. Роудс је поставио одредбе Роудсове стипендији, која се финансира из његовог имања.
Као син викара, Роудс је рођен у Нетсвел хаусу, Бишопс Стортфорд, Хартфордшир. Он је био болесно дете, те га је породица послала у Јужну Африку са 17 година у нади да би тамошња клима могла да побољша његово здравље. Он је ушао је у трговину дијамантима у Кимберлију 1871. године, када је имао 18 година, и захваљујући финансирању фирме Ротсчајлд & Ко, почео је да систематски откупљује и консолидује руднике дијаманата. Током наредне две деценије стекао је готово потпуну доминацију на светском тржишту дијаманата, формирајући огроман монопол. Његова дијамантска компанија Де Бирс, основана 1888. године, задржала је своју проминентност у 21. веку.
Роудс је ушао у Парламент Рта са 27 година 1881. године, а 1890. постао је премијер. Током свог времена као премијер, Роудс је користио своју политичку моћ да експроприра земљу од црних Африканаца путем Глен Греј закона, док је исто тако утростручио захтев за богатством као предуслов за гласање према Закону о франшизи и гласачким листићима, чиме је ефикасно онемогућио црнцима да учествују на изборима. Након што је надгледао формирање Родезије током раних 1890-их, био је приморан да поднесе оставку 1896. године након катастрофалног Џејмесоновог препада, неовлашћеног напада на Пол Кругерову Јужноафричку Републику (или Трансвал). Родосова каријера се никада није опоравила; срце му је било слабо и након низа година лошег здравља умро је 1902. Сахрањен је у данашњем Зимбабвеу; његов гроб је контроверзно место.

## Биографија
У Јужну Африку први је пут отишао 1870. године због лошег здравља. Своје богатство стекао је делотворном контролом над јужноафричком индустријом дијаманата под именом „Британске јужноафричке компаније“.
Године 1895. основао је државу под својим именом, Родезију (данашњи Зимбабве), формално припојивши подручја јужно од реке Замбези, којима је управљала Јужноафричка компанија. Био је премијер државе.
Британце је сматрао првом расом света и сањао је о уједињењу англо-америчког света под једну заједничку империјалистичку власт.
Преминуо је 26. март 1902.